# Элмер, Лаклан
Лаклан Энтони Элмер (англ. Lachlan Antony Elmer; род. 7 июня 1969, Мельбурн) — австралийский хоккеист на траве, полевой игрок. Серебряный призёр летних Олимпийских игр 1992 года, бронзовый призёр летних Олимпийских игр 1996 года, бронзовый призёр чемпионата мира 1994 года.

## Биография
Лаклан Элмер родился 7 июня 1969 года в австралийском городе Мельбурн.
Играл в хоккей на траве за «Донкастер» из Мельбурна.
В 1992 году вошёл в состав сборной Австралии по хоккею на траве на летних Олимпийских играх в Барселоне и завоевал серебряную медаль. Играл в поле, провёл 4 матча, мячей не забивал.
В 1994 году в составе сборной Австралии завоевал бронзовую медаль чемпионата мира в Сиднее. Забил 1 мяч.
В 1996 году вошёл в состав сборной Австралии по хоккею на траве на летних Олимпийских играх в Сиднее и завоевал бронзовую медаль. Играл в поле, провёл 7 матчей, мячей не забивал.

## Семья
Младший брат — Джимми Элмер (род. 1971), австралийский хоккеист на траве. Бронзовый призёр летних Олимпийских игр 2000 года.